# 함경탄전
함경탄전(咸鏡炭田)은 길주(吉州)·명천(明川)·경성(鏡城) 각군에 걸쳐 있는 길주·명천지구대의 제3기층 중에 분포된 탄전으로서 함북 남부탄전이라고도 한다. 석탄은 갈탄이며 그 매장량은 1억 4,500만t으로 전국 갈탄매장량의 30%에 해당하며, 함북탄전의 절반이다. 그 중 경성군의 주을(朱乙)·회문·학보(鶴甫)·생기령(生氣嶺)·나북(羅北)·길주군의 길주, 명천군의 고참 (古站)·영안(永安) 등 탄광이 저명하다. 영안에는 이 석탄을 원료로 하는 석탄저온 건류공장이 건설되어 있다.